# Subventrikuläre Zone

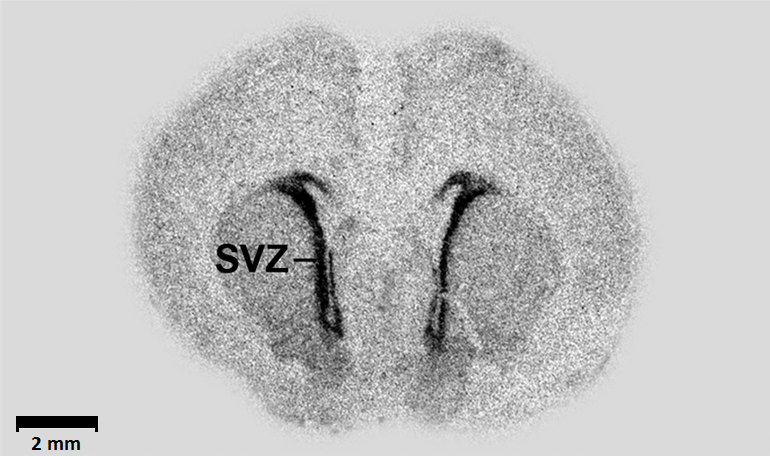
Autoradiogramm eines Schnitts durch das Gehirn eines Rattenembryos. Die Markierung erfolgte mit Oligonukleotid-Sequenzen, die mit ^{35}S-dATP (Desoxyadenosintriphosphat) konjugiert waren und an GAD67 (Glutamatdecarboxylase 67) binden. Die Bereiche mit hoher Radioaktivität (hohe Markerkonzentration) sind schwarz. Dies ist insbesondere in der subventrikulären Zone (SVZ) der Fall. Der schwarze Maßstabsbalken entspricht einer Länge von 2 mm.

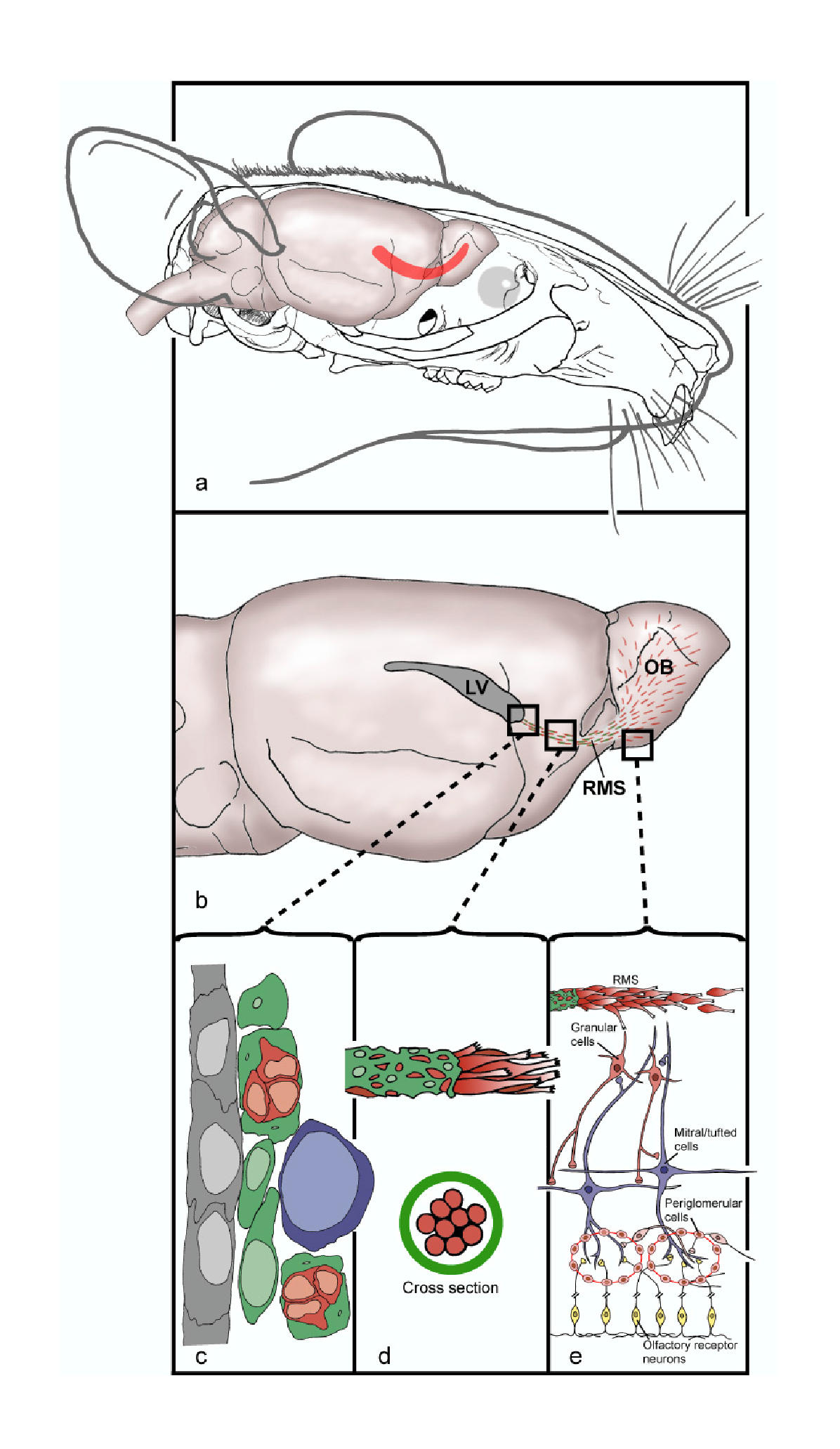
Der rostale migratorische Strom (rot) einer Maus ermöglicht die Migration von Neuroblasten aus der subventrikulären Zone (SVZ) der lateralen Ventrikel (LV) in den Riechkolben (OB)

Die subventrikuläre Zone (SVZ) befindet sich zwischen Striatum und den Seitenventrikeln des Gehirns.

## Funktion
Die subventrikuläre Zone ist eine Keimzone, die neurale Stammzellen enthält. Bei vielen Tieren ist die subventrikuläre Zone das größte Reservoir an Stammzellen im Gehirn. Bisher sind drei Zonen im Gehirn bekannt, die befähigt sind neurale Stammzellen zu bilden. Dies sind neben der subventrikulären Zone der Gyrus dentatus, der ein Teil der Hippocampus-Formation ist, und die subkortikale weiße Substanz.
Die Stammzellen der SVZ entwickeln sich in der späten embryonalen Phase zu Nerven- und Gliazellen. Nach Abschluss der embryonalen Phase bildet sich die subventrikuläre Zone zurück. Es bleibt nur eine dünne Schicht übrig, die aber im adulten Organismus stets nachweisbar ist. Die neuronalen Stammzellen bleiben über die gesamte Lebensspanne hinweg aktiv. 
Die subventrikuläre Zone versorgt den Riechkolben (Bulbus olfactorius) mit Neuronen und ist bei vielen Tieren das größte Reservoir an neuralen Stammzellen. Über den röhrenförmigen rostralen migratorischen Strom (Rostral Migratory Stream, RMS) der am Riechkolben endet, migrieren die proliferierenden Zellen aus dem SVZ zum Riechkolben. Pro Tag werden bei Nagetieren über 10.000 Neuronen im Riechkolben gebildet. Das Überleben von neuronalen Stammzellen lässt sich durch den Vascular Endothelial Growth Factor im adulten Gehirn stimulieren. Die Neurogenese kann dabei um mehr als 50 % erhöht werden.
Die Stammzellen der subventrikulären Zone spielen offensichtlich bei der Entstehung von Gliomen eine wichtige Rolle. Es gibt eindeutige Hinweise darauf, dass die Stammzellen der subventrikulären Zone durch maligne Transformation Gliome bilden können. Der Sachverhalt ist allerdings noch nicht vollständig aufgeklärt und wird derzeit noch kontrovers diskutiert.